# 恋と花火と観覧車
『恋と花火と観覧車』（こいとはなびとかんらんしゃ）は、1997年公開の日本映画。企画・脚本は秋元康。
男やもめの中年男（長塚京三）と、結婚情報サービスで知り合った年下の女性（松嶋菜々子）の恋愛模様を描いたロマンティック・コメディ。
長塚が1994年に出演した「サントリーオールド」のCMの役柄を踏襲しており、それまでの悪役のイメージを転換させ、「理想の上司」像を体現する俳優として脱皮するきっかけになった作品である。

## スタッフ
- 原作・企画：秋元康
- 監督：砂本量
- 脚本：砂本量、秋元康
- 参考文献：三田さゆり「お見合い行進曲」
- 音楽：周防義和
- 音楽プロデューサー：和田享
- 主題歌：ノンキーズ「恋花火」
- 撮影：加藤雄大
- 空撮：柳島克己
- 美術：佐々木修
- 照明：岡野敏二
- 編集：奥原好幸
- 衣装デザイン：能澤宏明
- 録音：井上宗一
- 音響効果：斎藤昌利
- スクリプター：坂本希代子
- 製作担当：小宮慎二
- 助監督：浜本正機、川村泰祐、小林宏治、丸毛典子
- イギリスロケ制作協力：Nexus Network Europe
- 現像：IMAGICA
- スタジオ：日活撮影所
- プロデューサー：室岡信明（MMI）
- 制作協力：ネクスト・エンタテインメント、秋元康事務所

## キャスト
- 長塚京三：森原邦彦
- 松嶋菜々子：野々村史華
- 生瀬勝久：西荻洋一郎
- 酒井美紀：森原ひとみ
- 深浦加奈子：立花澄江
- 風吹ジュン：森原のぞみ
- 樹木希林：三田さなえ
- 横山通代：柴田京子
- 佐野重樹：海老原義和
- 金田明夫：渡辺部長
- 峰野勝成：堅城
- つるの剛士：ツトム
- 鶴見辰吾：喫茶店店長
- 大島蓉子：研究所勤務風の女
- 大杉漣：タクシーの運転手
- 石塚英彦：税理士A
- 菅田俊：空港警備員
- 椎名桔平：昔の恋人
- 犬山犬子、きしのりぼん、野中りえ、田鍋謙一郎、ほか